# Victoria Dixon
Victoria (Vickey) Dixon (5. kolovoza 1959.) je bivša engleska igračica hokeja na travi. 
Bila je članicom postave Uj. Kraljevstva koja je osvojila broncu na OI 1992. u Barceloni.

Sudjelovala je na dvije Olimpijade, 1988. u Seulu i 1992. u Barceloni.

## Vanjske poveznice
- Baza podataka s OI-ja
- Britanski olimpijski odbor  Arhivirana inačica izvorne stranice od 30. rujna 2007. (Wayback Machine)